# Ana Milán
Ana Belén García Milán (Alicante, Alicante; 3 de noviembre de 1973), más conocida como Ana Milán, es una actriz española conocida por su participación en diversas series, programas y películas de gran popularidad.

## Biografía
Ana Milán nació en la Clínica Vistahermosa en Alicante el 3 de noviembre de 1973 y vivió durante ocho años en la ciudad de Almansa (Albacete), de donde es oriunda. Es la pequeña de tres hermanos. Se licenció en Ciencias de la información por la actual Universidad Cardenal Herrera CEU para acabar siendo actriz. Se fue a Madrid, se formó en arte dramático en el Estudio Juan Corazza y casi de inmediato debutó en el mundo televisivo en el programa La central de Antena 3 junto a Jesús Vázquez, trabajo que compaginó desfilando como modelo para los diseñadores Devota & Lomba y Manuel Piña en la Pasarela Cibeles de Madrid.

## Trayectoria profesional
Al mismo tiempo, comenzó a dar sus primeros pasos en el mundo de la interpretación con personajes episódicos en series de gran éxito como Policías y Compañeros en Antena 3. Al acabar se enroló en la compañía 5mujeres.com (2002), obra teatral que se representó por toda España. Formó parte del reparto inicial que estrenó la obra en Bilbao y que completó dos temporadas en el Teatro Alcázar de Madrid, donde llegó a interpretar cada uno de los cinco monólogos. En esta obra teatral coincidió con Nuria González. Se la pudo ver entre fogones en el programa de cocina Nunca has roto un plato emitido por Canal + del que fue presentadora. En él, entrevistaba a famosos mientras estos cocinaban.
Sin embargo, la fama le llegaría con la serie de humor de Telecinco Camera Café, en la que compartió protagonismo con Arturo Valls, Esperanza Pedreño, Luis Varela o Carolina Cerezuela, entre otros, donde interpretaba el papel de Victoria de la Vega. Posteriormente, participó en su spin-off Fibrilando, que se mantuvo en televisión muy poco tiempo.
Al mismo tiempo, le otorgó una gran popularidad la telenovela, emitida por Telecinco, Yo soy Bea, en la que participaban actores como Ruth Núñez, Alejandro Tous, Mónica Estarreado, Norma Ruiz o José Manuel Seda. En ella interpretaba a Sandra de la Vega, una de las accionistas de la revista e hija de uno de los fundadores, que empieza a trabajar como limpiadora con la identidad de Sonsoles Prieto, personaje al que dio vida durante 2006 y 2007.
En 2008 empezó a interpretar a Olimpia, la profesora de inglés del instituto Zurbarán, de la serie emitida por Antena 3, Física o química, en la que se mantuvo durante sus siete temporadas. Coincidiendo con su participación en la serie, fue la presentadora de Password y Caiga quien caiga en Cuatro. En 2014 se incorpora a la serie diaria de Antena 3 Amar es para siempre.
En los años posteriores participa episódicamente en ficciones como Web Therapy (2016), Olmos y Robles (2016) o Paquita Salas (2016; 2018), además de su participación como colaboradora en los programas de televisión Likes (2016-2017), Fantastic Dúo (2017) y Lo siguiente (2018-2019). En 2019 se convierte en concursante en la cuarta edición de MasterChef Celebrity en TVE. Ese mismo año presenta el programa Mi vida en serie en el canal de Netflix en Youtube.
En 2020 regresa a la ficción televisiva con su participación en la serie Veneno, donde interpreta a Sara Montiel, también como protagonista del reboot de Física o química Física o químicaː El reencuentro, donde se vuelve a poner en la piel de Olimpia Díaz Centeno. Además, en consecuencia de la pandemia de coronavirus en España, durante el confinamiento, la actriz obtuvo gran éxito en redes sociales al contar sus anécdotas más divertidas. Algunas de sus historias rozaban incluso el surrealismo, lo que hizo que semana tras semana, el número de seguidores fuera en aumento. Atresmedia Televisión se fijó en el tirón que las historias de Ana Milán habían tenido y comenzó a preparar una serie basándose en ellas. La web serie, titulada ByAnaMilán, está creada y protagonizada por ella misma y es emitida por Atresplayer.
En 2021 participó en los largometrajes Donde caben dos de Paco Caballero, formada por un elenco coral, Descarrilados, una comedia de Fernando García-Ruiz y la cinta de terror Y todos arderán de David Hebrero. Además, ficha como asesora del concurso de Antena 3 Veo cómo cantas. Ese mismo año se anuncia el rodaje de Camera Café: La película, dirigida por Ernesto Sevilla, donde vuelve a interpretar a Victoria de la Vega.

## Vida privada
Tiene un hijo llamado Marco, nacido en noviembre de 2001, fruto de su relación con el actor Paco Morales. Estuvo casada con Jorge Juan Pérez entre los años 2010 y 2011 y desde 2012 mantuvo una relación sentimental con el actor Fernando Guillén Cuervo, contrayendo finalmente matrimonio en Florida entre los años 2015 y 2016, año en que sin embargo se divorciarían en el mes de enero.

## Filmografía

### Cine
| Año  | Título                       | Director             | Personaje           |
| ---- | ---------------------------- | -------------------- | ------------------- |
| 1996 | Malena es un nombre de tango | Gerardo Herrero      | Extra               |
| 2009 | Al final del camino          | Roberto Santiago     | Inma                |
| 2011 | El hombre de las mariposas   | Maxi Valero          | Silvia              |
| 2013 | Muertos de amor              | Mikel Aguirresarobe  | Marta               |
| 2021 | Donde caben dos              | Paco Caballero       | Anfitriona          |
| 2021 | Descarrilados                | Fernando García-Ruiz | Notaria             |
| 2021 | Y todos arderán              | David Hebrero        | Tere                |
| 2022 | Camera Café, la película     | Ernesto Sevilla      | Victoria de la Vega |
| 2023 | En temporada baja            | David Marqués        | Sara                |

#### Doblaje
| Año  | Título      | Personaje | Notas          |
| ---- | ----------- | --------- | -------------- |
| 2010 | Toy Story 3 | Dolly     | Voz de doblaje |

### Series de televisión
| Año        | Título                                | Personaje                                 | Cadena            | Notas         |
| ---------- | ------------------------------------- | ----------------------------------------- | ----------------- | ------------- |
| 1999       | Condenadas a entenderse               | Extra                                     | Antena 3          | 1 episodio    |
| 1999       | Periodistas                           | Ana                                       | Telecinco         | 2 episodios   |
| 2000       | Compañeros                            | Sanitaria                                 | Antena 3          | 1 episodio    |
| 2000       | Policías, en el corazón de la calle   | Extra                                     | Antena 3          | 1 episodio    |
| 2004       | 7 vidas                               | Carla                                     | Telecinco         | 1 episodio    |
| 2005       | El auténtico Rodrigo Leal             | Bego                                      | Antena 3          | 4 episodios   |
| 2005       | Mis adorables vecinos                 | Sra. de la casa                           | Antena 3          | 1 episodio    |
| 2005-2009  | Camera Café                           | Victoria de la Vega                       | Telecinco         | 530 episodios |
| 2006-2007  | Yo soy Bea                            | Sandra de la Vega/Sonsoles Prieto Bergalá | Telecinco         | 338 episodios |
| 2008-2011  | Física o química                      | Olimpia Díaz Centeno                      | Antena 3          | 76 episodios  |
| 2009-2010  | ¡Fibrilando!                          | Dra. Victoria de la Vega                  | Telecinco         | 9 episodios   |
| 2013       | El tiempo entre costuras              | Berta Sterling                            | Antena 3          | 1 episodio    |
| 2014-2015  | Amar es para siempre                  | Juana Santiesteban de Blasco              | Antena 3          | 130 episodios |
| 2016       | Web Therapy                           | Cristina Riveros                          | #0                | 2 episodios   |
| 2016       | Olmos y Robles                        | Valeria Lasparri                          | La 1              | 1 episodio    |
| 2016; 2018 | Paquita Salas                         | Violeta Gil                               | Flooxer / Netflix | 2 episodios   |
| 2020       | Veneno                                | Sara Montiel                              | Atresplayer       | 1 episodio    |
| 2020-2021  | Física o químicaː el reencuentro      | Olimpia Díaz Centeno                      | Atresplayer       | 2 episodios   |
| 2020-2021  | ByAnaMilán                            | Ana Milán                                 | Atresplayer       | 16 episodios  |
| 2025       | Física o química: La nueva generación | Olimpia Díaz Centeno                      | Atresplayer       | 1 episodio    |

### Programas de televisión

#### Como presentadora
| Año           | Título                  | Cadena       | Notas        |
| ------------- | ----------------------- | ------------ | ------------ |
| 2005-2006     | Nunca has roto un plato | Canal Cocina | Presentadora |
| 2010          | Password                | Cuatro       | Presentadora |
| 2010          | Caiga quien caiga       | Cuatro       | Presentadora |
| 2019-2020     | Mi vida en serie        | Netflix      | Presentadora |
| 2025-presente | Ex: La vida después     | Cuatro       | Presentadora |

#### Como colaboradora
| Año           | Título                           | Cadena   | Notas         |
| ------------- | -------------------------------- | -------- | ------------- |
| 2000          | La central                       | Antena 3 | Colaboradora  |
| 2015          | Insuperables                     | La 1     | Jurado        |
| 2016-2017     | Likes                            | #0       | Colaboradora  |
| 2017          | Fantastic dúo                    | La 1     | Comentarista  |
| 2018-2019     | Lo siguiente                     | La 1     | Colaboradora  |
| 2021          | Veo cómo cantas                  | Antena 3 | Asesora       |
| 2024-presente | Mask Singer: Adivina quién canta | Antena 3 | Investigadora |

#### Como concursante
| Año  | Título                           | Cadena   | Notas                             |
| ---- | -------------------------------- | -------- | --------------------------------- |
| 2019 | MasterChef Celebrity 4           | TVE      | Concursante - 9.ª expulsada       |
| 2023 | Mask Singer: Adivina quién canta | Antena 3 | Concursante - 10.ª desenmascarada |

#### Como invitada
| Año       | Título                      | Cadena    | Notas                  |
| --------- | --------------------------- | --------- | ---------------------- |
| 2011      | El hormiguero               | Antena 3  | Invitada (1 programa)  |
| 2011      | El club de la comedia       | La Sexta  | Invitada (1 programa)  |
| 2012      | Dando la nota               | Antena 3  | Invitada (1 programa)  |
| 2013      | Abre los ojos y mira        | Telecinco | Invitada (1 programa)  |
| 2017      | El gran reto musical        | La 1      | Invitada (1 programa)  |
| 2019      | Mónica y el sexo            | Cuatro    | Invitada (3 programas) |
| 2019-2020 | La resistencia              | #0        | Invitada (2 programas) |
| 2020      | Mi casa es la tuya          | Telecinco | Invitada (1 programa)  |
| 2021-2022 | La noche D                  | La 1      | Invitada (2 programas) |
| 2021      | La Roca                     | La Sexta  | Invitada (1 programa)  |
| 2021      | Quién quiere ser millonario | Antena 3  | Invitada (1 programa)  |
| 2022      | Joaquín, el novato          | Antena 3  | Invitada (1 programa)  |
| 2023      | Late Xou con Marc Giró      | La 2      | Invitada (1 programa)  |
| 2023      | La vida al Màxim            | À Punt    | Invitada (1 programa)  |
| 2024      | El desafío                  | Antena 3  | Invitada (1 programa)  |

### Podcast
| Año           | Título        | Cadena | Notas        |
| ------------- | ------------- | ------ | ------------ |
| 2022-presente | La vida y tal | Podimo | Presentadora |

## Libros publicados
- Milán, Ana (2011). Sexo en Milán. Ediciones Martínez Roca. p. 196. ISBN 978-84-270-3788-5.
- Milán, Ana (2016). Voy a llamar a las cosas por tu nombre. La Esfera de los Libros. p. 184. ISBN 978-84-916-4888-8.[23]
- Milán, Ana (2018). Loba: antología moderna de hijas artistas. Mueve tu lengua. p. 140. ISBN 978-84-172-8416-9. (Coautora).

## Premios y nominaciones
| Año  | Premio                              | Categoría                               | Trabajo nominado                        | Resultado | Ref.   |
| ---- | ----------------------------------- | --------------------------------------- | --------------------------------------- | --------- | ------ |
| 2008 | Premios Zapping                     | Mejor Actriz                            | Yo soy Bea y Camera café                | Nominada  | [ 24 ] |
| 2009 | Festival de Cine y TV Reino de León | Mención Especial TV                     | Física o química                        | Ganadora  | [ 25 ] |
| 2011 | Festival de Cine de Alicante        | Premio «Unidos 8 de marzo» del Grupo Zu | Premio «Unidos 8 de marzo» del Grupo Zu | Ganadora  | [ 26 ] |
| 2014 | Premios Kapital                     | Mejor Actriz de Teatro                  | El diario de Adán y Eva                 | Ganadora  | [ 27 ] |
| 2020 | Premios HOY Magazine                | Influencer del Año                      | Influencer del Año                      | Ganadora  | [ 28 ] |
| 2021 | Premios Iris                        | Mejor Interpretación Femenina           | ByAnaMilán                              | Nominada  | [ 29 ] |